# Things Have Changed (Bob Dylan)
Things Have Changed è un brano musicale scritto ed eseguito dal cantautore statunitense Bob Dylan per il film Wonder Boys. La canzone è stata pubblicata come singolo nel maggio del 2000. Things Have Changed è stata premiata agli Oscar del 2001 come Migliore canzone e ai Golden Globe del 2001 come Migliore canzone originale.
Il regista di Wonder Boys, Curtis Hanson, ha anche realizzato il video musicale di Things Have Changed, filmando nuove immagini di Dylan nelle varie location del film e montandole con le scene usate in Wonder Boys come se Dylan fosse in realtà nel film.
Il singolo si è posizionato al 58º posto della Official Singles Chart nel Regno Unito.

## Tracce
7" single (COL 669379 7) — Limited numbered edition
A Things Have Changed – 5:08
B Blind Willie McTell (Live version) – 7:01
CD promo single (COL 669333 1) — Europe
1. Things Have Changed (Radio Edit) – 3:37
2. To Make You Feel My Love (Live) – 4:10

CD single (COL 669333 2)
1. Things Have Changed (Radio Edit) – 3:37
2. To Make You Feel My Love (Live) – 4:10
3. Hurricane – 8:33
4. Song to Woody (Live) – 4:26

Things Have Changed / Dylan Alive Vol. 3 (SRCS 2306) — Japanese extended play CD
1. Things Have Changed – 5:09
2. Highlands (Live) – 11:19
3. Blowin' in the Wind (Live) – 7:10
4. To Make You Feel My Love (Live) – 4:11